# Aars község
Aars község (dánul: Aars Kommune) egy megszűnt község (kommune, helyi önkormányzattal rendelkező közigazgatási egység) Dániában, Nordjylland megyében.
A 2007. január 1-jén életbe lépő közigazgatási reform során egyesítették Farsø, Løgstør és Aalestrup községekkel, így jött létre az új Vesthimmerland község.